# Lunula (anatomie)

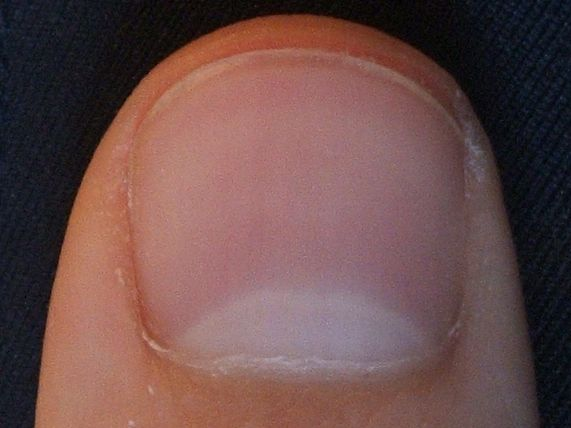
Hier is de lunula duidelijk zichtbaar.

De lunula is het witte halve maantje in de vingernagel, in het begin van de nagel, tegen het nagelbed aan. Het heeft een witte kleur omdat het bestaat uit nieuwe cellen van de nagelmatrix. Zodra de nagel groeit, verschuiven de cellen naar de vrije rand en worden deze doorzichtig. Iedereen heeft deze halve maantjes, maar ze zijn niet altijd zichtbaar. Soms bevinden ze zich net onder de huid. Wanneer je te weinig vitamines in je lichaam hebt, zie je dit niet.

## Structuur en kenmerken
De lunula is zichtbaar als een witte of lichtgekleurde boogvormige zone en bestaat uit ondoorzichtige keratinelaag. Hoewel de term "lunula" de indruk kan wekken dat het een structuur is die zich onder de nagel bevindt, is het eigenlijk een zichtbare manifestatie van het nagelbed dat door de nagelplaat heen schijnt.

De grootte en zichtbaarheid van de lunula kunnen variëren van persoon tot persoon. Bij sommige mensen is de lunula duidelijk zichtbaar op alle nagels, terwijl het bij anderen mogelijk alleen op enkele nagels te zien is of helemaal afwezig is. Het is belangrijk op te merken dat de lunula niet direct verband houdt met de gezondheid van een persoon en dat variaties in grootte of afwezigheid normaal kunnen zijn.

## Functie
Hoewel de exacte functie van de lunula niet volledig begrepen is, wordt aangenomen dat het een rol speelt bij de productie van nieuwe nagelcellen. Het lunula-gebied bevindt zich boven het matrixgebied van de nagel, dat verantwoordelijk is voor de groei van de nagelplaat. De matrixcellen onder de lunula produceren keratine, het belangrijkste structurele eiwit van de nagels.

## Gezondheid en afwijkingen
In de meeste gevallen heeft een verandering in de grootte, vorm of kleur van de lunula geen klinische betekenis en is het geen teken van onderliggende ziekten. Het is echter vermeldenswaard dat sommige medische aandoeningen veranderingen in de lunula kunnen veroorzaken. Bijvoorbeeld, bij bepaalde systemische ziekten of tekorten aan voedingsstoffen, zoals bloedarmoede, kan de lunula bleker of zelfs helemaal afwezig lijken.
In zeldzame gevallen kunnen afwijkingen in de lunula wijzen op onderliggende aandoeningen die medische aandacht vereisen. Daarom wordt geadviseerd om bij aanhoudende veranderingen in de lunula of andere nagelafwijkingen een arts te raadplegen voor een juiste diagnose en behandeling.